# Siège de l'aéroport militaire de Kuweires
Guerre civile syrienne
Batailles
Le siège de l'aéroport militaire de Kuweires est une bataille de la guerre civile syrienne se déroulant de 2013 au 16 novembre 2015 durant laquelle l'aéroport militaire de Kuweires est assiégé, d'abord par les rebelles syriens, puis par l'Etat islamique. La bataille se termine par la levée du siège par l'armée arabe syrienne appuyée par les Forces de défense nationale et les brigades du Baas qui lèvent le siège grâce à une large offensive en 2015.

## Contexte
En Juillet 2012, la base aérienne de Kuweires est la première à prendre part à la répression de la rébellion syrienne. La base utilise ses L-39ZO et L-39ZA dans des bombardements sur la ville d'Alep. Ces sorties, qui durent jusqu'en 2013 visent principalement des cibles civiles (hôpitaux, écoles) et font de nombreuses victimes civiles. Le Gouvernorat d'Alep est violemment divisé par le conflit et est largement occupé par les forces rebelles en 2012.

## Siège

### Encerclement de l'aéroport

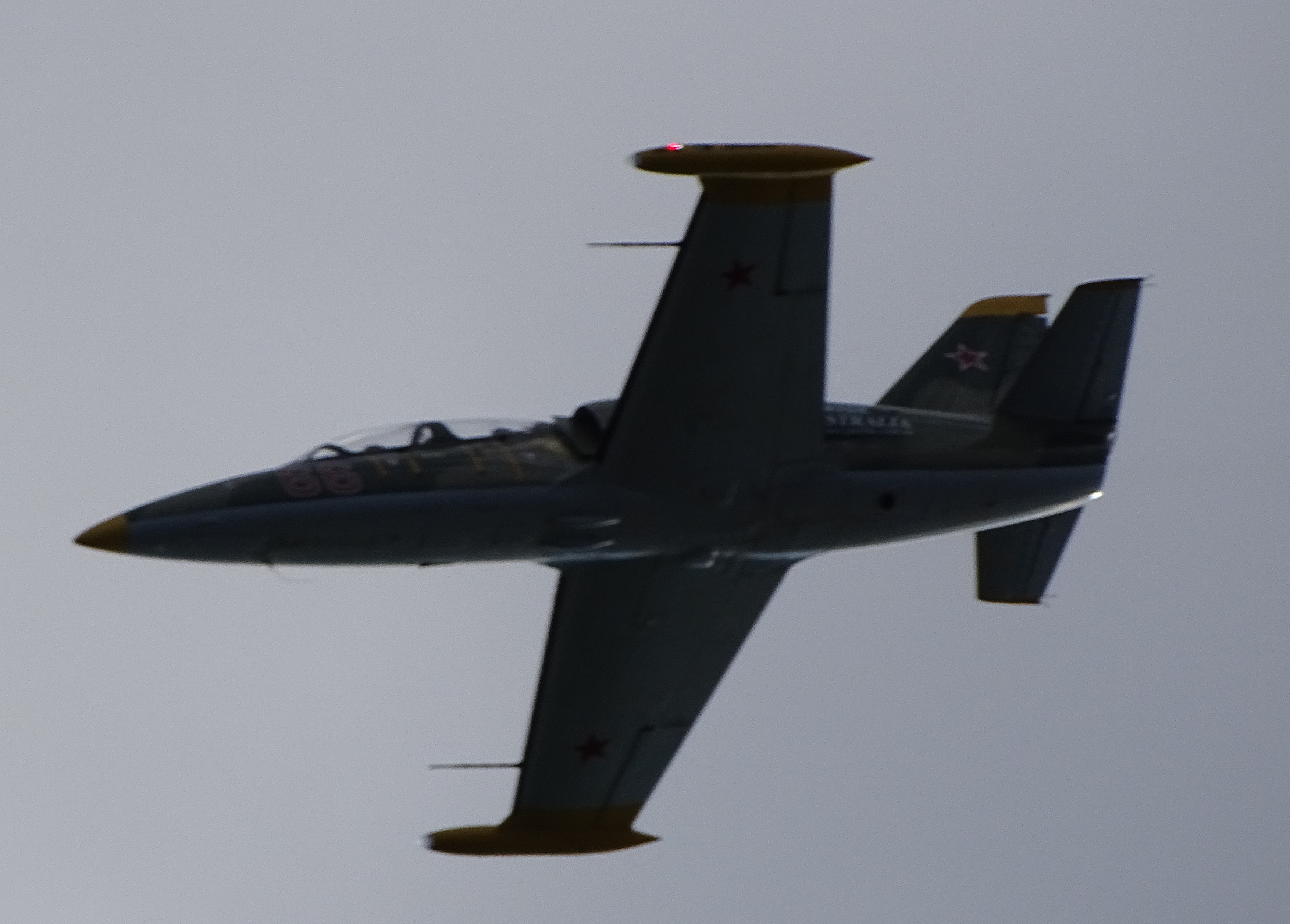
L-39 Albatros en vol

La base aérienne de Kuweires est attaquée dès 2012. L'aéroport abritant l'école d'aviation de chasse de Syrie, il est principalement défendu par des soldats syriens et des cadets (militaires en formation).
Le 30 septembre 2012, deux Aero L-39 Albatros sont détruits au sol lors d'un raid d'insurgés sur la base et cinq autres sont abattus dans le gouvernorat d'Alep à la fin du mois d'octobre. La base est encerclée par les rebelles en 2013 qui l'assiègent pendant plus d'un an sans parvenir à la prendre.

### Tensions intestines chez les assiégeants
L'État islamique (EI) entre en Syrie en 2013 et y commence son expansion en 2014. L'année 2014 marque également sa rupture totale avec la rébellion syrienne. Le 1er janvier 2014, l'EI assassine un commandant d'Ahrar al-Cham ce qui déclenche deux jours plus tard un conflit général entre l'organisation djihadiste et les rebelles,,. Dans l'ouest du gouvernorat d'Alep et dans le gouvernorat d'Idleb, les rebelles ont l'avantage et l'EI est chassé de la ville d'Alep le 8 janvier, de Tall Rifaat le 14, et il est contraint d'abandonner Azaz, Marea et la base aérienne de Menagh le 28 février,,,. En revanche, l'État islamique prend l'ascendant dans le gouvernorat de Raqqa et l'est du gouvernorat d'Alep. L'aéroport de Kuweires se trouve alors sur le territoire de l'EI.

### Siège de l’État islamique
À partir du début de l'année 2014, l'aéroport est assiégé par l'État islamique seul.

#### Offensives de l'État islamique

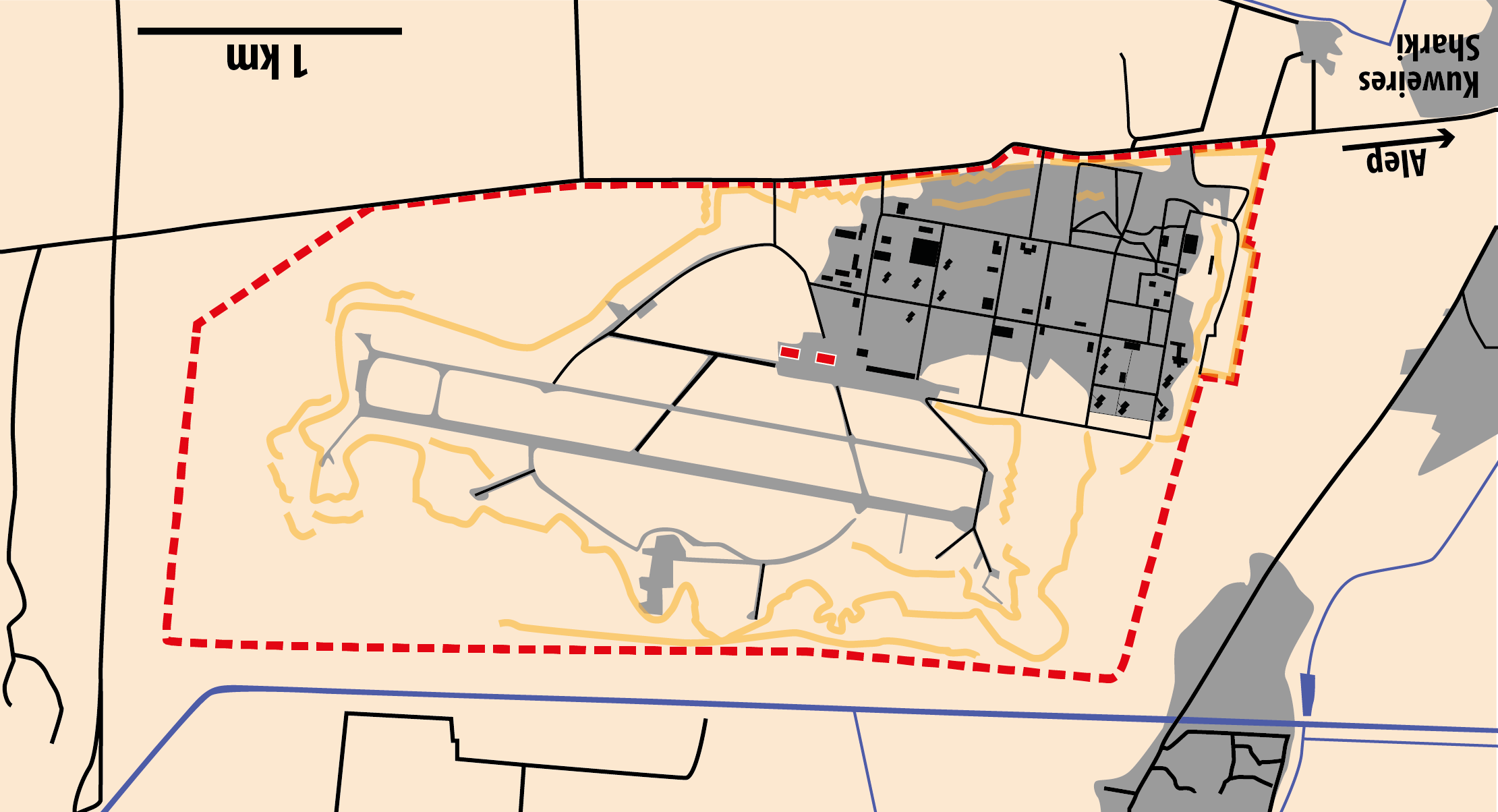
Aéroport de Kuweires, limites de la base en pointillés rouges, fortifications en orange, hangars des aéronefs en rouge, bâtiments en noir

Au début du mois de mai 2015, l'État islamique lance une série d'offensives pour tenter de s'emparer de la base. L'EI impose alors une censure totale de l'usage des réseaux sociaux par ses combattants. En effet, durant l'attaque de la base de Tabqa, l'utilisation importante des réseaux sociaux par les soldats de l'EI avait permis aux défenseurs de localiser précisément leurs positions. Cette communication quasi inexistante limite grandement les détails connus sur ces offensives qui imposent une pression importante aux défenseurs de l'aéroport durant plusieurs mois.
Les effectifs de l'EI sont insuffisants pour prendre la base de Kuweires et bien que cette dernière ne soit défendue que par peu d'hommes globalement peu expérimentés, la base acquiert la réputation d'une « forteresse imprenable ». Deux fois, les offensives de l'EI franchissent le périmètre de la base aérienne, atteignant même les hangars d'aéronefs renforcés (voir carte) où vivaient les défenseurs, sans parvenir à capturer la base.

#### Pont aérien
Durant les deux premières années du siège, le réapprovisionnement du camp est effectué via un pont aérien réalisé par hélicoptères. Ces derniers essuient des tirs mais maintiennent la liaison entre les territoires contrôlés par le régime et les assiégés. La troisième année, avec l'intensification des combats, les hélicoptères ne peuvent plus se poser sans danger. Le réapprovisionnement est alors effectué par largage. Le général Hasham Mohamed Younis, un enseignant de l'académie devient l'officier chargé des largages aériens. En 2016, il déclarait à un journaliste de The Independent : « Nos hélicoptères volaient à une altitude de 4 km [...] nos problèmes étaient le vent, le poids des colis de 75 kg et 120 kg - parce que les parachutes utilisés dans les largages étaient faits pour le poids des hommes - et les terroristes tirant sur le matériel parachuté. Certains ont atterri en territoire ennemi, mais peu. Nous avons reçu avec succès la plupart du diesel et du kérosène ainsi que de la nourriture et les lettres pour les cadets de leurs familles ».

## Levée du siège
Le colonel Suheil al-Hassan et ses forces tigre parviennent à lever le siège le 10 novembre 2015 dans le cadre de l'offensive de Kuweires. Ils sont aidés de soldats Iraniens et russes ainsi que par des membres du Hezbollah et sont appuyés par des frappes aériennes russes. Seuls 300 des 1100 soldats initialement présents dans la base ont survécu au siège.
Immédiatement après la levée du siège, le gouvernement syrien remet la base en état et y déploie un escadron de chasseurs-bombardiers Aero L-39 Albatros ainsi qu'un système de missiles sol-air Buk M1 géré par un groupe combiné de soldats russes et syriens.